# Brutus Hamilton
Brutus Kerr Hamilton (ur. 19 lipca 1900 w Peculiar, w stanie Missouri, zm. 28 grudnia 1970 w Berkeley, w Kalifornii) – amerykański lekkoatleta (wieloboista), wicemistrz olimpijski z 1920, później trener lekkoatletyczny.
Zdobył srebrny medal w dziesięcioboju lekkoatletycznym na igrzyskach olimpijskich w 1920 w Antwerpii, za Helge Løvlandem z Norwegii, a przed Bertilem Ohlsonem ze Szwecji. Na tych samych igrzyskach zajął 6. miejsce w pięcioboju lekkoatletycznym. Na kolejnych igrzyskach olimpijskich w 1924 w Paryżu Hamilton zajął 7. miejsce w pięcioboju lekkoatletycznym.
W 1920 był mistrzem Stanów Zjednoczonych (AAU) w pięcioboju i dziesięcioboju, a w 1921 brązowym medalistą w rzucie oszczepem.
Ukończył University of Missouri w 1922. Był trenerem lekkoatletycznym na University of Kansas od 1929 do 1932. Wśród jego podopiecznych byli James Bausch, mistrz olimpijski z 1932 oraz Glenn Cunningham, wicemistrz olimpijski z 1936. Od 1933 do przejścia na emeryturę w 1965 Hamilton był trenerem na University of California, Berkeley, z przerwą na okres II wojny światowej, podczas której służył w United States Army Air Forces. Trenował takich zawodników, jak Guinn Smith czy Don Bowden.
Był jednym z trenerów lekkoatletycznej reprezentacji Stanów Zjednoczonych na igrzyskach olimpijskich w 1932 i 1936 oraz głównym trenerem na igrzyskach olimpijskich w 1952 w Helsinkach. W 1974 został wybrany do USA Track & Field Hall of Fame.